# إيناسيو ميغيل
إيناسيو ميغيل هو لاعب كرة قدم برتغالي في مركز الدفاع، ولد في 12 ديسمبر 1995 في توريس فيدراس في البرتغال. لعب مع جامعة كلوج وسبورتينغ براغا.

## وصلات خارجية
- إيناسيو ميغيل على موقع قاعدة بيانات كرة القدم.إي يو (الإنجليزية)
- إيناسيو ميغيل على موقع ناشيونال فوتبول تيمز (الإنجليزية)
- إيناسيو ميغيل على موقع Soccerway.com (الإنجليزية)
- إيناسيو ميغيل على موقع AS.com (الإسبانية)